# Akwasi Asante
Akwasi Asante (Amsterdam, 6 september 1992) is een Nederlands-Ghanees voetballer die als aanvaller speelt.

## Carrière
Akwasi Asante maakte zijn debuut voor Birmingham City FC op 25 augustus 2011, in de met 3-0 gewonnen thuiswedstrijd in de Europa League tegen CD Nacional. Hij kwam in de 88e minuut in het veld voor Chris Burke. In januari en februari 2012 werd hij verhuurd aan Northampton Town FC, wat uitkwam in de League Two. De tweede helft van het seizoen 2012/13 werd hij verhuurd aan Shrewsbury Town, waar hij in augustus 2013 ook nog kortstondig aan werd uitgeleend. In 2014 vertrok hij naar Kidderminster Harriers FC, om via Solihull Moors FC begin 2017 weer in het professioneel voetbal terug te keren bij Grimsby Town FC. In oktober 2017 werd hij tot half januari 2018 weer verhuurd aan Solihull Moors. In februari 2018 werd zijn contract bij Grimsby Town ontbonden en hij vervolgde zijn loopbaan bij Tamworth FC. In december 2018 speelde Asante op huurbasis voor Chester FC. Die club nam hem in januari 2019 over. Medio 2020 ging hij naar Gloucester City AFC. Eind november 2020 maakte hij de overstap naar Chesterfield FC. Op 8 november 2023 werd zijn contract ontbonden.

### Statistieken
| Seizoen                        | Club                      | Land           | Competitie            | Competitie | Competitie | Beker | Beker | Internationaal | Internationaal | Totaal | Totaal |
| Seizoen                        | Club                      | Land           | Competitie            | Wed.       | Dlp.       | Wed.  | Dlp.  | Wed.           | Dlp.           | Wed.   | Dlp.   |
| ------------------------------ | ------------------------- | -------------- | --------------------- | ---------- | ---------- | ----- | ----- | -------------- | -------------- | ------ | ------ |
| 2010/11                        | Birmingham City FC        | Engeland       | Premier League        | 0          | 0          | 0     | 0     | –              | –              | 0      | 0      |
| 2011/12                        | Birmingham City FC        | Engeland       | Championship          | 0          | 0          | 0     | 0     | 1              | 0              | 1      | 0      |
| 2011/12                        | → Northampton Town FC     | Engeland       | League Two            | 4          | 1          | 0     | 0     | –              | –              | 4      | 1      |
| 2012/13                        | Birmingham City FC        | Engeland       | Championship          | 0          | 0          | 0     | 0     | –              | –              | 0      | 0      |
| 2012/13                        | → Shrewsbury Town FC      | Engeland       | League One            | 7          | 1          | 0     | 0     | –              | –              | 7      | 1      |
| 2013/14                        | Birmingham City FC        | Engeland       | Championship          | 0          | 0          | 0     | 0     | –              | –              | 0      | 0      |
| 2013/14                        | → Shrewsbury Town FC      | Engeland       | League One            | 1          | 0          | 0     | 0     | –              | –              | 1      | 0      |
| 2014/15                        | Kidderminster Harriers FC | Engeland       | National League       | 10         | 0          | 1     | 0     | –              | –              | 11     | 0      |
| 2015/16                        | Solihull Moors FC         | Engeland       | National League North | 39         | 17         | 2     | 1     | –              | –              | 41     | 18     |
| 2016/17                        | Solihull Moors FC         | Engeland       | National League       | 22         | 11         | 4     | 1     | –              | –              | 26     | 12     |
| 2016/17                        | Grimsby Town FC           | Engeland       | League Two            | 4          | 0          | 0     | 0     | –              | –              | 4      | 0      |
| Carrièretotaal                 | Carrièretotaal            | Carrièretotaal | Carrièretotaal        | 87         | 30         | 7     | 2     | 1              | 0              | 95     | 32     |
| Bijgewerkt op 22 februari 2017 |                           |                |                       |            |            |       |       |                |                |        |        |